# مؤسسه پرت
مؤسسه پرت (به انگلیسی: Pratt Institute) یک کالج تخصصی خصوصی در نیویورک با پردیس‌هایی در بروکلین، منهتن و یوتیکا است. پرت یکی از مدرسه‌های هنر برجسته در ایالات متحده در رشته‌های معماری، طراحی مد، هنرهای تصویری (عکاسی، طراحی و نقاشی)، طراحی داخلی، هنرهای دیجیتال، نویسندگی خلاق، کتابداری و اطلاع‌رسانی و دیگر رشته‌ها است.
پرت یکی از اعضای انجمن کالج‌های مستقل هنر و طراحی (AICAD)، کنسرسیومی متشکل از ۳۶ مدرسه هنر معتبر در ایالات متحده است.